# Анри Леконт
Анри Леконт (фр. Henri Leconte; Лилер, 4. јул 1963) је бивши француски професионални тенисер.

## Каријера
Победник је Отвореног првенства Француске у дублу 1984. са Јаником Ноом. Са тимом Француске је освојио Дејвис куп 1991. и Светски куп 1986. године.
Био је финалиста Отвореног првенства Француске 1988. године у појединачној конкуренцији.

## Гренд слем финала

### Појединачно: 1 (0–1)
| Исход     | Бр. | Година | Турнир      | Подлога | Противник     | Резултат      |
| --------- | --- | ------ | ----------- | ------- | ------------- | ------------- |
| Финалиста | 1.  | 1988.  | Ролан Гарос | Шљака   | Матс Виландер | 5–7, 2–6, 1–6 |

### Парови 2 (1–1)
| Исход  | Година | Турнир      | Подлога | Партнер   | Противници              | Резултат                          |
| Победа | 1984   | Ролан Гарос | Шљака   | Јаник Ноа | Павел Сложил Томаш Шмид | 6–4, 2–6, 3–6, 6–3, 6–2           |
| Финале | 1985   | УС Опен     | Тврда   | Јаник Ноа | Кен Флеч Роберт Сегусо  | 7–6(7–5), 6–7(1–7), 6–7(6–8), 0–6 |